# Heinz Kohut
Heinz Kohut (1913-1981), fue un psicoanalista austriaco cuya principal aporte se remitió al estudio del narcisismo.

## Biografía
Nació en 1913 en Viena dónde pasa su infancia, luego estudia la carrera de médico, que acaba en 1938. Heinz Kohut se hace psicoanalista, después de hacer formación con August Aichhorn. En 1940, ante la persecución del nazismo, debe dejar Austria y llega a los Estados Unidos. 
Su trabajo con pacientes con trastornos de personalidad le hacen interesarse de cerca por el narcisismo.  A propósito de las dificultades teóricas a las que se enfrentaba el método freudiano tradicional, Kohut realizó modificaciones basado en su conocimiento de las transferencias narcisistas. Describió la Transferencia en Espejo, la Transferencia Gemelar y la Transferencia Idealizadora, típicas de los pacientes narcisistas. Asimismo modificó el concepto de Complejo de Edipo, descrito por Freud, proponiendo un modelo más razonable y cercano a la realidad del infante: el Complejo de Telémaco.

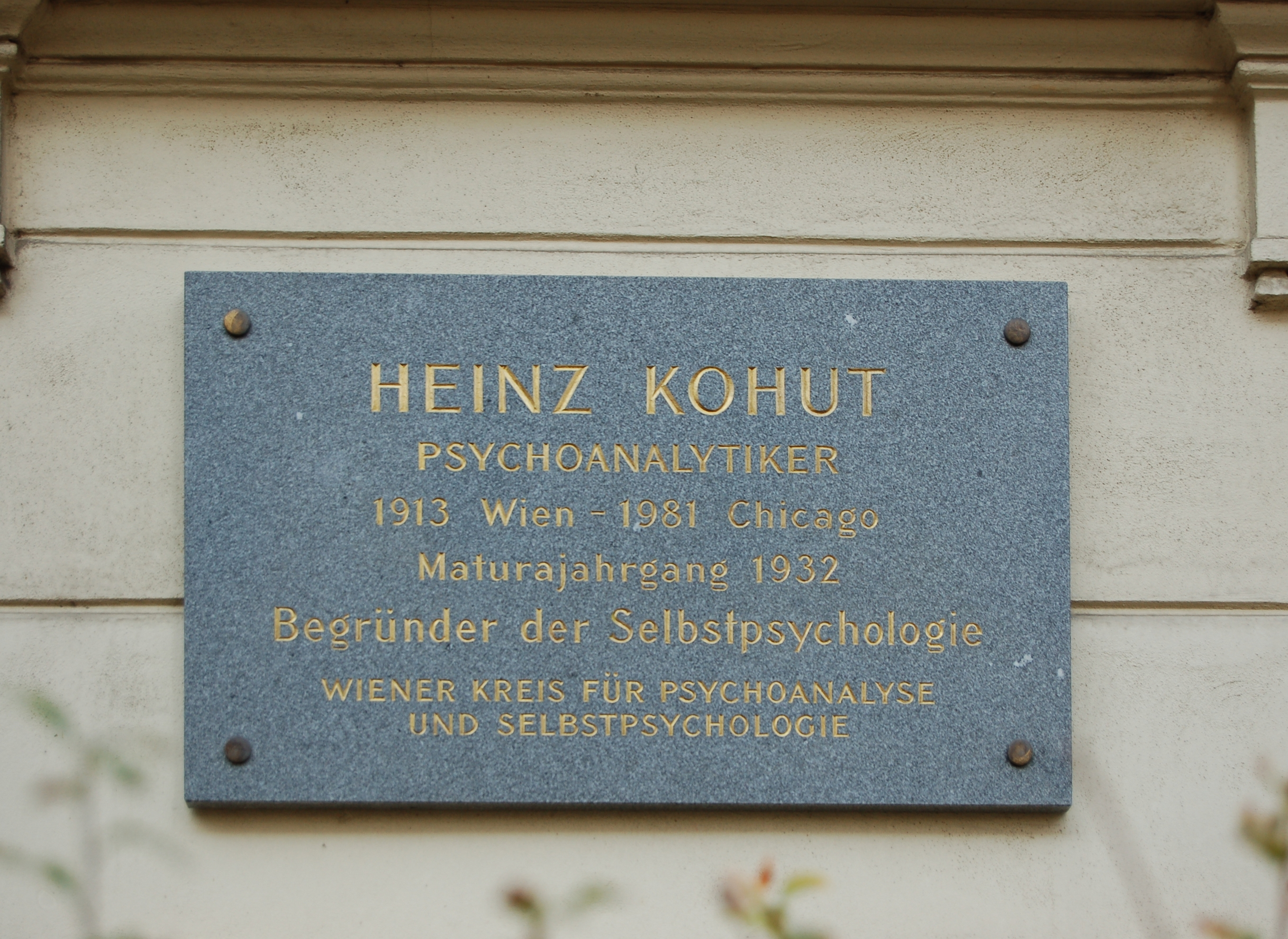
Placa conmemorativa de Heinz Kohut.

Fue presidente de la Asociación americana de psicoanálisis lo que no le impidió desarrollar en Chicago su ciudad, ideas originales, particularmente sobre la formación (no reservadas para los médicos). También reintrodujo el término de Empatía en psicoterapia. 
Sus aportes a la técnica psicoanalítica y la psicoterapia son enormes, se le puede considerar una de las figuras más prominentes de la Psiquiatría del siglo XX. Sus aportes sobre el narcisismo y sobre las modalidades de la transferencia son ineludibles para el psicoanálisis contemporáneo. Murió en 1981.